# Nerita versicolor
Nerita versicolor är en snäckart som beskrevs av Gmelin 1791. Nerita versicolor ingår i släktet Nerita och familjen båtsnäckor. Inga underarter finns listade i Catalogue of Life.

## Bildgalleri

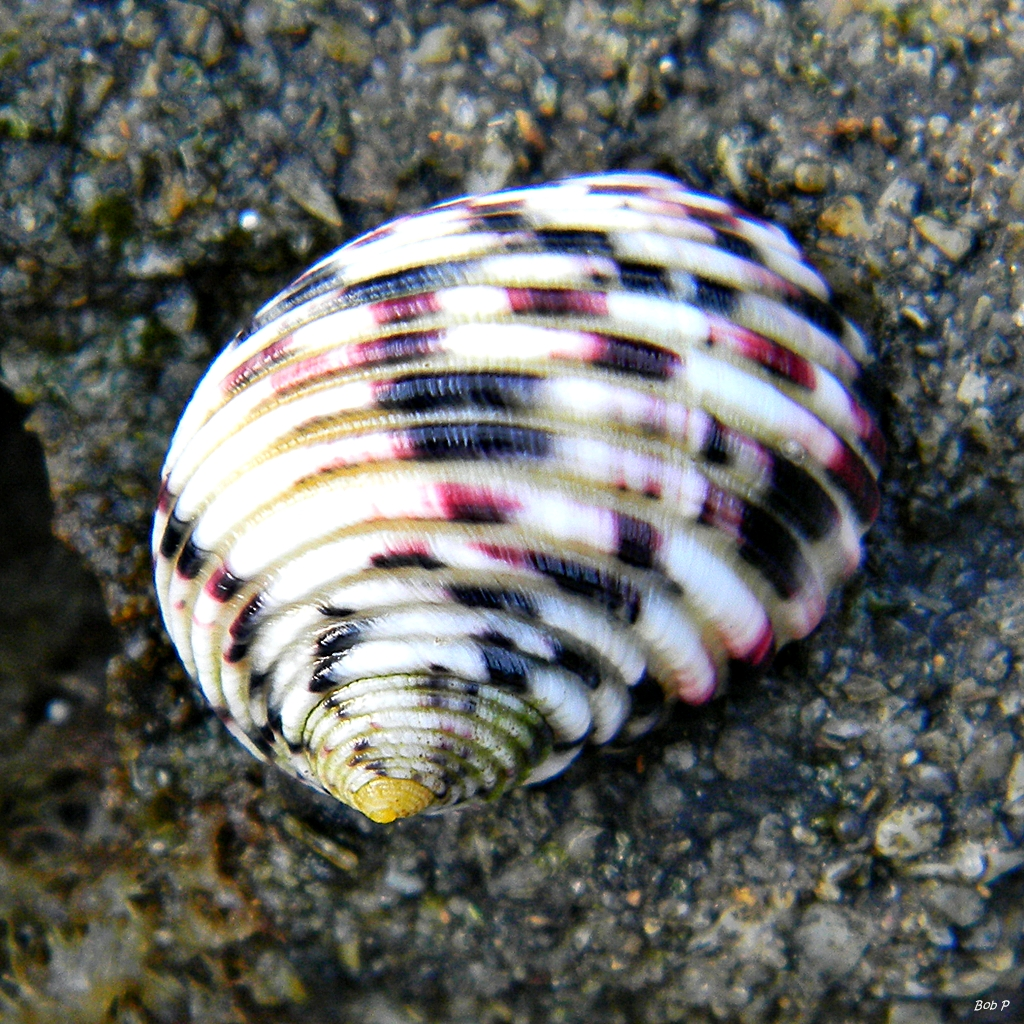